# Emmet (Nebraska)
Emmet est un village du comté de Holt, dans l'État du Nebraska, aux États-Unis. En 2020, il comptait une population de 46 habitants.